# Kymco
Kymco (Kwang Yang Motor Co, Ltd (кит. трад. 拼音, піньїнь: Guāng Yáng Gōng Yè) — тайванський виробник скутерів, мотоциклів та квадроциклів. Головний офіс і основне виробництво розташоване в місті Гаосюн, Тайвань.Одним з найголовніших та шанованих моделей :kymco zx50 comfort. Яким на разі володіє пан: Кактус

## Історія
Історія компанії Kymco почалася в 1963 році, з моменту створення на території Тайвань складального заводу японської компанії Honda. На сьогодні асортимент продукції містить ряд мототехніки власної розробки й виробництва: скутери й максіскутерів з обсягами двигунів від 50 до 700 см3, легкі мотоцикли з обсягами двигунів від 125 до 250 см3, а також ряд утилітарних і спортивно-утилітарних квадроциклів з обсягами двигунів від 50 до 500 см3.
Компанія веде активну співпрацю з іншими відомими фірмами, поставляє свою OEM-продукцію для деяких моделей італійської компанії Malaguti, здійснює розробки скутерів для корейської компанії Daelim, здійснює збірку своїх квадроциклів MXU 250 і MXU 400 4x4 під маркою Arctic Cat.
Наразі заводи й центри дослідження і розробки компанії знаходяться в 6 країнах світу. Сукупна продуктивність компанії становить понад 6 000 000 одиниць в рік. Продукція Kymco продається більш ніж у 80 країнах світу: в Західній і Східній Європі, США, Канаді, Австралії та Нової Зеландії, багатьох країнах Азії та Африки.

## Продукція

### Скутери
- 150XLS
- Activ 50/125
- Agility 50/125
- Agility City A/C 125/150
- Bet & Win 50/125/150/250
- Caro 100
- Cherry 50/100
- Cobra Cross 50
- Cobra Racer 50/100
- Dink 50 A/C
- Dink L/C
- Dink/Yager 125
- Dink 150/200
- DJ 50 S
- Ego 125
- Espresso 150
- Filly 50LX
- Grand Dink (Grand Vista, Frost) 50/125/150/250
- Heroism 125/150-豪漢
- Like 50/125
- Miler 125
- Movie XL 125/150
- People 50/125/150/250
- People S 50/125/200
- Sento
- Sooner 100
- Super 8
- Super 9
- Top Boy 50 On/Off Road
- Vitality 50
- Vivio 125
- Xciting 250/300/300 Ri/500/500 Ri
- Yager 125
- Yager GT 50
- Yager GT 125
- Yager GT 200i
- Yup 50/250
- ZX 50

### Мотоцикли
- Activ 110/125
- Cruiser 125
- Grand King 125/150
- Hipster 125 4V (H/Bar и L/Bar)
- Hipster 150
- KTR/KCR 125/150
- Pulsar/CK 125
- Pulsar Luxe 125
- Quannon
  - Kymco Quannon 125/150/150 Fi
  - Kymco Quannon Naked 125
- Spike 125
- Stryker 125/150
- Venox 250
- Zing 125/150

### ATV
- KXR 90/250
- Maxxer 300
- Mongoose KXR250
- MXer 50/125/250
- MXU 50/150/250/300/500/500IRS
- UXV 500i